# Instituto Histórico e Geográfico de Vila Velha

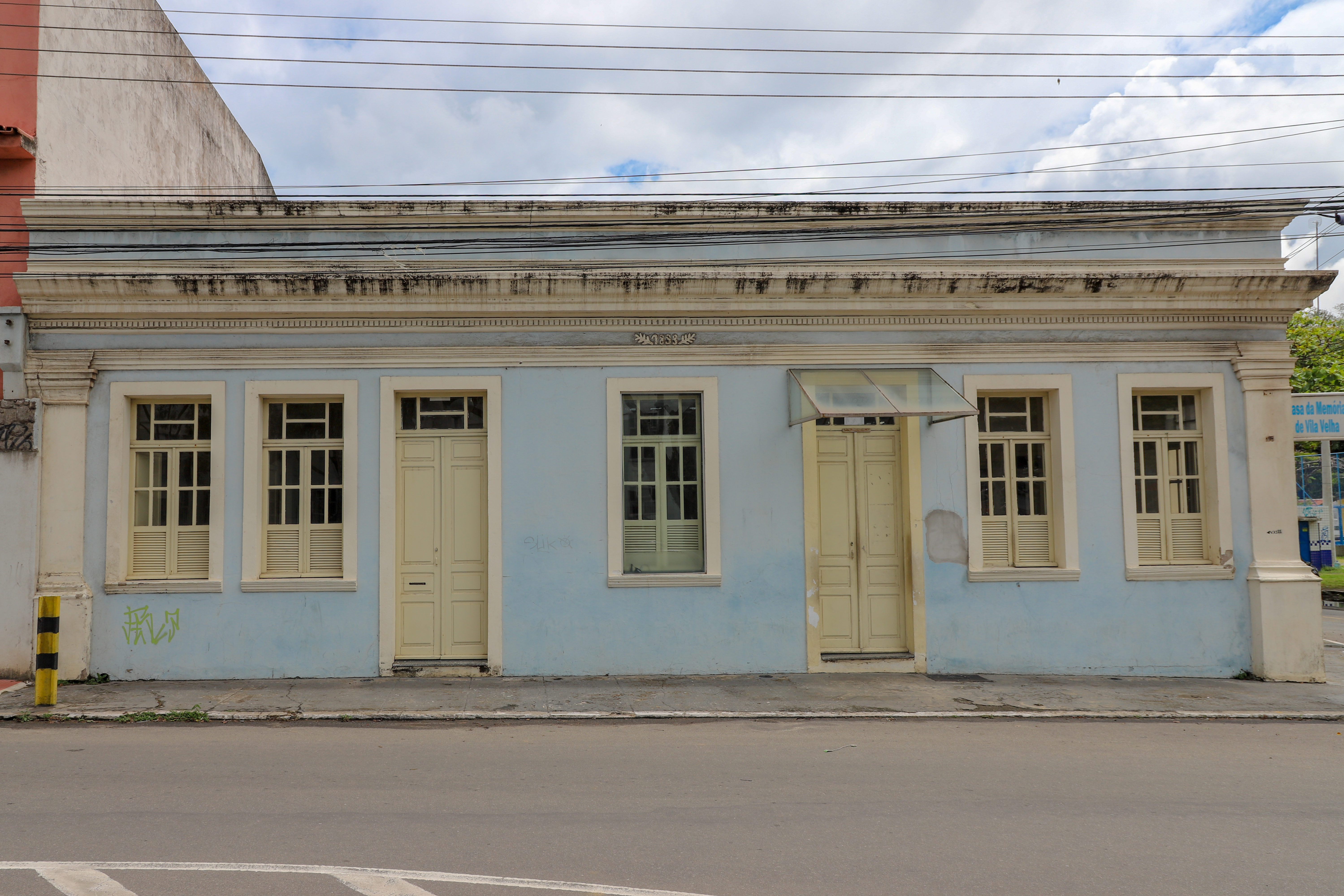
Casa da Memória, em Vila Velha, sede do Instituto Histórico e Geográfico de Vila Velha.

O Instituto Histórico e Geográfico de Vila Velha (IHGVV) foi fundado no ano de  1997 como Casa da Memória, em Vila Velha, no Espírito Santo, tendo integrado a linha orgânica das Instituições do Instituto Histórico e Geográfico Brasileiro (IHGB) no ano de 2013.

## História
O edifício da Casa da Memória é um casarão germinado datado de 1893 que se situa no Largo da Matriz (a Igreja de Nossa Senhora do Rosário), sendo parte do Sítio Histórico da Prainha.
No ano de 1989, após movimentação da Associação de Moradores de Vila Velha, foi dado início à reforma do casarão a fim de servir de espaço para acervo histórico reunido por moradores e pesquisadores. Ali começou a funcionar uma instituição cultural em 1992.
Nos anos seguintes, a Associação de Moradores e os colaboradores da instituição mantiveram o espaço funcionando e ampliaram a sua atuação. A Casa da Memória de Vila Velha foi oficialmente fundada em 1997, "tendo como propósito incentivar o estudo histórico, geográfico e sociocultural da cidade de Vila Velha e, por extensão, do Estado do Espírito Santo".
Atuando como uma instituição sem fins lucrativos, a Casa da Memória atuava incentivando os estudos históricos sobre Vila Velha, mas também sobre o Espírito Santo, realizando pesquisas permanentes.
Em 23 de maio (data da fundação de Vila Velha e dia da Colonização do Solo Espírito-Santense) de 2013, a Casa da Memória passou a se chamar Instituto Histórico e Geográfico de Vila Velha - Casa da Memória, passando então a fazer parte das instituições municipais pertencentes ao Instituto Histórico e Geográfico Brasileiro.
O IHGVV possui um acervo próprio, em casa separada da sede, de cerca de 20 mil itens. Este acervo fica na rua Luciano das Neves, em residência chamada de Casa da Toca.

## Museu Casa da Memória
O IHGVV mantém, em sua sede, o Museu Casa da Memória, onde reúne fotos antigas, bandeiras, instrumentos de navegação, estátuas de personagens históricos além do Bonde 42, peça de transporte público de 1930 que circulou pelo município.